# Gesloten-kamermoord
De gesloten-kamermoord is een subgenre van het detectiveverhaal. Het lijk wordt in dit genre altijd in een van binnenuit afgesloten ruimte aangetroffen, wat de detective en de lezer voor het raadsel stelt hoe de moord toch heeft kunnen plaatsvinden. Edgar Allan Poe's The Murders in the Rue Morgue (1841) geldt als het eerste detectiveverhaal en tegelijk als het eerste gesloten-kamermoordverhaal. In dit verhaal blijkt een op een voor mensen onmogelijke manier naar binnen geklommen orang oetan de dader. Bekend is ook De gesloten kamer (1972) van het Zweedse schrijversduo Sjöwall & Wahlöö. In dit boek komt een expert van gesloten-kamermoorden voor. Volgens deze deskundige, Göran Sundholm, zijn er drie typen gesloten-kamermoorden:
- A: de moordenaar is nooit in de kamer geweest; de moord werd van buitenaf bewerkstelligd.
- B: de kamer is slechts schijnbaar afgesloten en de dader heeft op ingenieuze wijze kunnen ontkomen
- C: de moordenaar houdt zich sinds de misdaad nog altijd verborgen in de ruimte

Binnen deze categorieën bestaan volgens Sundholm weer subcategorieën, zoals A9: 'Het slachtoffer krijgt de dodelijke klap ergens anders, waarna hij zich naar de kamer in kwestie begeeft en zich opsluit voordat hij sterft' en B2: 'Men dringt binnen aan de kant van de deur waar de scharnieren zitten, zonder slot of grendel aan te raken, waarna men de scharnieren vastschroeft.'